# Debata nad zmianą flagi Australii

Flagi niepodległych krajów, stanów, brytyjskich terytoriów zamorskich i innych podmiotów zestawione przez Ausflag w 1999 w ramach kampanii zatytułowanej „Australijski kryzys osobowości”

Debata nad zmianą flagi Australii – cyklicznie powracająca dyskusja nad tym, czy flaga państwowa Australii powinna ulec zmianie, w szczególności poprzez usunięcie z kantonu flagi Wielkiej Brytanii („Union Jack”), czy nawet poprzez przyjęcie całkowicie nowego projektu pomijającego także gwiazdozbiór Krzyża Południa.
Debata w sprawie flagi powiązana jest luźno z postulatem niektórych grup społecznych wprowadzenia w Australii ustroju republikańskiego. Debata wielokrotnie przybierała na sile, szczególnie w przededniu ważnych wydarzeń krajowych, jak chociażby dwusetlecie osadnictwa w Australii (1988), igrzyska olimpijskie (2000), wejście w nowe milenium czy stulecie Związku Australijskiego (oba 2001).

## Argumenty w dyskusji
Australijska debata zdominowana została przez dwie organizacje społeczne. Kampanię na rzecz zmiany flagi prowadzi przede wszystkim założona w 1981 roku organizacja Ausflag. Nie forsuje ona jednak jednego wzoru, lecz przedstawia i promuje najlepsze – zdaniem jej członków – zgłaszane na bieżąco projekty przedstawiające nowe, hipotetyczne flagi Australii. Ausflag stoi jednak w opozycji do flagi Eureki, która wykorzystywana jest współcześnie przez związki zawodowe i ugrupowania skrajnie prawicowe. Rozbicie poparcia zwolenników pomiędzy różne projekty postrzegane jest jako jeden z powodów, dla których organizacja nie potrafi przekonać większości Australijczyków do zmiany flagi.
Przeciwnicy zmiany skupieni są natomiast wokół Australian National Flag Association (ANFA), organizacji zawiązanej w 1983 roku, która promuje wyjątkową rolę australijskiej flagi narodowej.
Neutralną rolę odgrywa Flag Society of Australia, które zachęca do analizy historii australijskiej flagi, zapoznania się z dostępnymi opiniami, weryfikując jednocześnie informacje obecne w przestrzeni publicznej.

### Za zachowaniemstatus quo

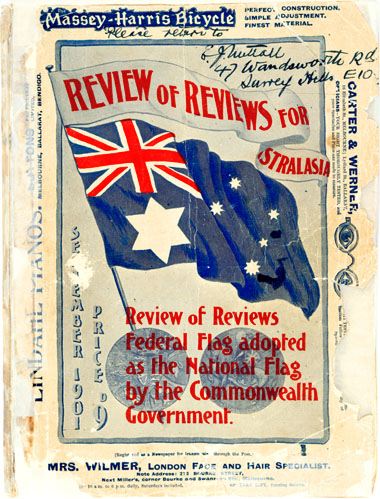
Okładka magazynu Review of Reviews for Australia, w którym przedstawiono wyniki konkursu z 1901 roku

- Dotychczasowy wzór, „Stars and Crosses” (Gwiazdy i Krzyże) jest popularnym symbolem[6], a żadna z kontrpropozycji nie osiągnęła dotąd podobnego poziomu społecznej akceptacji[1].
- Zdaniem Nigela Morrisa z Australian Flag Society istotne jest, że „to pod tą flagą Australia rozwinęła się i to z nią kojarzone są liczne australijskie osiągnięcia na arenie międzynarodowej”[7]. Jest również symbolem wolności słowa, demokracji parlamentarnej i rządów prawa[8].
  - Zwolennicy Ausflag argumentują, że flaga jest pozostałością kolonialnej zależności od Wielkiej Brytanii i nie odpowiada aktualnemu statusowi Australii jako niepodległego państwa[9][10].
- Dotychczasową flagę wybrano spośród 32 832 propozycji w drodze otwartego konkursu – zbliżone projekty zgłosiło czworo Australijczyków i jeden Nowozelandczyk. Cała piątka uważana jest za autorów projektu[8][11][12]. W związku z tym nietrafne jest powoływanie się na przykład zmiany flagi Kanady, której wzór w 1965 roku wybrał rząd tego kraju[8].
  - Oponenci przekonują, że choć obecny projekt flagi został faktycznie wyłoniony w konkursie, trudno mówić o całkowicie wolnym i demokratycznym wyborze[13]. Z relacji jednego z sędziów wiadomo, że zdaniem komisji wzór powinien zawierać Flagę Unii na niebieskim lub czerwonym tle, Krzyż Południa i symbol reprezentujący łącznie sześć stanów – najlepiej dużą sześcioramienną gwiazdę umieszczoną bezpośrednio pod pionowym ramieniem krzyża św. Jerzego[14]. Także Ivor Evans, którego projekt był jednym z pięciu zwycięskich propozycji, wspominał, że propozycje – prócz poprawności heraldycznej i ekonomiki produkcji – powinny były zawierać nawiązania do brytyjskości i australijskiej federacji[15]. Wybrany w ten sposób projekt został wysłany do Londynu, w celu zatwierdzenia przez króla Edwarda VII[16], a z uwagi na wykorzystanie wzorów bander cywilnej (czerwonej) i państwowej (niebieskiej) – także przez Admiralicję[10][17].
  - W odpowiedzi ANFA zarzuca swoim przeciwnikom oparcie się na zawierających błędy publikacjach Gwen Swinburne pt. „Unfurled: Australia’s Flag” z 1969 roku i pośrednio Barlowa Cumberlanda pt. „History of the Union Jack and the Flag of the Empire” z 1909 roku. Organizacja ta przekonuje, że regulamin konkursu nie przewidywał warunków wstępnych, a w szczególności nie wymagał zawarcia brytyjskiej symboliki[8][18].
- Flaga reprezentuje wartości i przekonania ponad 102 tys. Australijczyków, którzy walczyli pod nią w trakcie wojen, szczególnie podczas II wojny światowej[8][13][19].
  - Zdaniem Ausflag argument dotyczący wojen toczonych pod australijską flagą jest jedynie częściowo prawdziwy. W trakcie I i II wojny światowej australijscy żołnierze walczyli przeważnie pod australijskim czerwonym sztandarem lub flagą brytyjską[20][21][22]. Ze wspomnień z walk podczas II wojny światowej wynika też, że trumny poległych przykrywano wówczas brytyjską Flagą Unii[20][23]. Pierwszym konfliktem zbrojnym, w trakcie którego żołnierze służyli pod australijską niebieską banderą, była wojna wietnamska[20]. Przede wszystkim jednak żołnierze walczyli za ojczyznę, swoje wartości, nie zaś „za flagę”[10].
- Kwestia nowej flagi wiązana jest wprost z ustrojem republikańskim, który Australijczycy odrzucili w referendum w 1999 roku[12].
  - Przedstawiciele Ausflag wskazują, że choć część argumentów jest zbieżna, same postulaty nie są tożsame – zmiana flagi w Kanadzie nie spowodowała odrzucenia monarchii brytyjskiej[10].

### Za zmianą

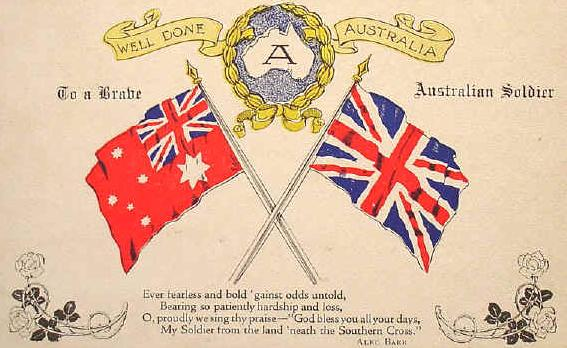
Patriotyczna pocztówka wydana z okazji zakończenia I wojny światowej

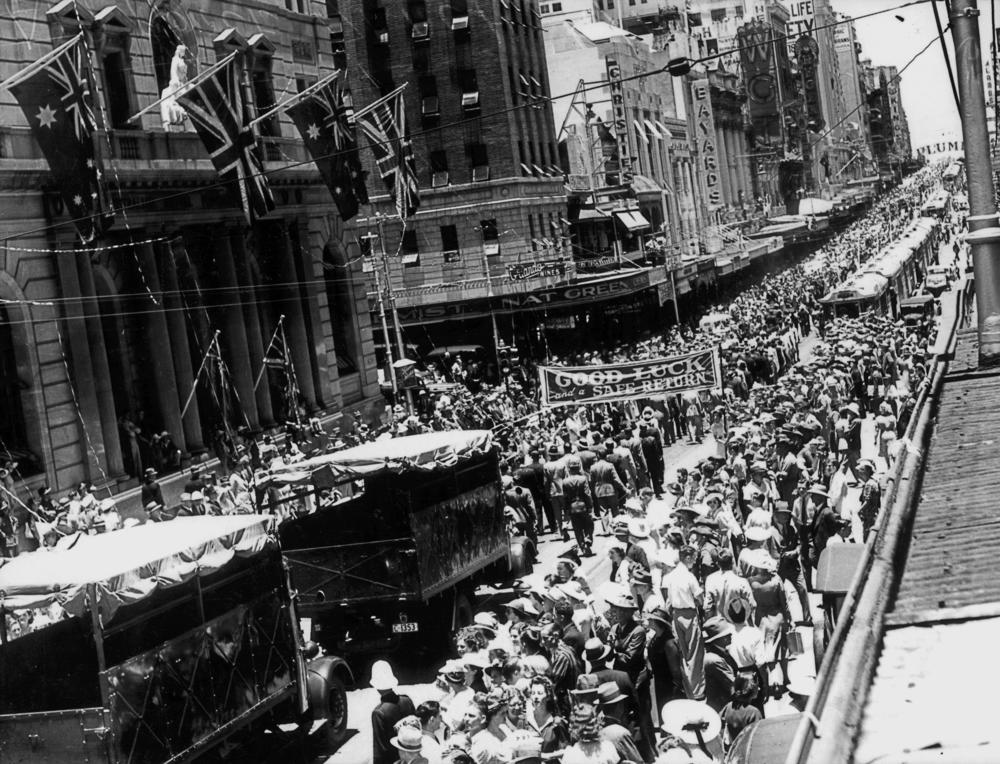
Pożegnanie żołnierzy wyruszających na wojnę, Brisbane 1940. W lewym górnym rogu widoczne naprzemiennie flagi australijskie i brytyjskie

- Obecna flaga oparta jest na Niebieskiej Banderze używanej przez cywilne okręty Zjednoczonego Królestwa i oprócz Commonwealth Star („Gwiazdy Związku”) nie zawiera elementów kojarzonych wyłącznie z Australią – składa się z brytyjskiej Flagi Unii i gwiazdozbioru Krzyża Południa (widocznego w niemal wszystkich państwach południowej półkuli) ułożonych na standardowym niebieskim płacie[9][10]. Także jej kolory (błękit, biel i czerwień) nie odpowiadają urzędowo przyjętym narodowym barwom Australii (zieleń i złoto) czy tradycyjnym barwom heraldycznym (błękit i złoto)[a][25].
  - ANFA argumentuje, że flaga stanowi wyjątkową kombinację elementów uznawanych przez prawo, zwyczaje i tradycję jako naczelny australijski symbol narodowy[12][26].
- Dotychczasowa flaga swoim wzorem i kolorystyką podkreśla wyłącznie brytyjskie pochodzenie mieszkańców Australii, pomijając całkowicie rdzenną ludność aborygeńską czy mieszkańców Wysp w Cieśninie Torresa[1][10].
  - Przedstawiciele ANFA przekonują, że flaga reprezentuje wszystkich obywateli Australii bez względu na ich pochodzenie, rasę, religię czy wiek[12][26]. Użycie elementów flagi aborygeńskiej byłoby przywłaszczeniem przez ludność pochodzenia nieaborygeńskiego symbolu przynależnego wyłącznie tej grupie. Ponadto do tradycji rdzennej ludności nawiązuje gwiazdozbiór Krzyża Południa, który pojawia się w opowieści o Mululu i jego czterech córkach[8].
- Z uwagi na swoje pochodzenie historyczne flaga nie odróżnia się dostatecznie od innych flag. Jej wzór sprawia, że jest bardzo podobna do symboli innych krajów i terytoriów Wspólnoty Narodów, w szczególności do flagi Nowej Zelandii[9][27]. Znane są przypadki, kiedy oficjele australijscy witani byli w asyście flag innych państw i odwrotnie, kiedy australijską flagą podejmowano gości z innych krajów. Dla przykładu, kiedy w premier Australii Bob Hawke w 1984 roku udał się z wizytą do Kanady, w Ottawie wywieszono flagi Nowej Zelandii[27].
  - Przeciwnicy zmiany flagi wskazują, że podobieństwa pomiędzy flagami nie są niczym niezwykłym, zaś w tym przypadku wynikają ze wspólnej historii i położenia geograficznego. Dodatkowo po igrzyskach olimpijskich w Sydney rozpoznawalność australijskiej flagi na świecie znacząco wzrosła[8].
- Nie jest prawdą, że obecna flaga jest nierozerwalnie związana z australijską państwowością. Od chwili jej przyjęcia flaga ta nie miała oficjalnego statusu flagi państwowej (tą pozostawał brytyjski Union Jack)[28], zaś oba warianty – czerwony i niebieski – na mocy zgody Admiralicji formalnie mogły być używane wyłącznie na morzu[11][21]. Jako że niebieska bandera zarezerwowana była dla okrętów państwowych, rolę de facto flagi cywilnej przejęła bandera czerwona, której używano naprzemiennie z flagą Wielkiej Brytanii[11][16][21][22][28][29]. Oficjalny status flagi państwowej niebieska bandera uzyskała dopiero w 1953 roku[b][11][16][21][22][29].
  - Zwolennicy ANFA przekonują, że ustawa z 1953 potwierdziła jedynie wcześniejsze regulacje i dotychczasową praktykę. Australijska niebieska bandera po raz pierwszy została wywieszona w 1901 roku i odtąd była symbolem Australii na arenie międzynarodowej – np. począwszy od 1908 roku używano jej podczas wszystkich kolejnych igrzysk olimpijskich[8].
- Spośród 53 krajów Wspólnoty Narodów na flagach już tylko pięciu niepodległych państw (Australii, Fidżi, Nowej Zelandii, Tuvalu i samej Wielkiej Brytanii) znajduje się Union Jack[10][30].

## Przebieg debaty

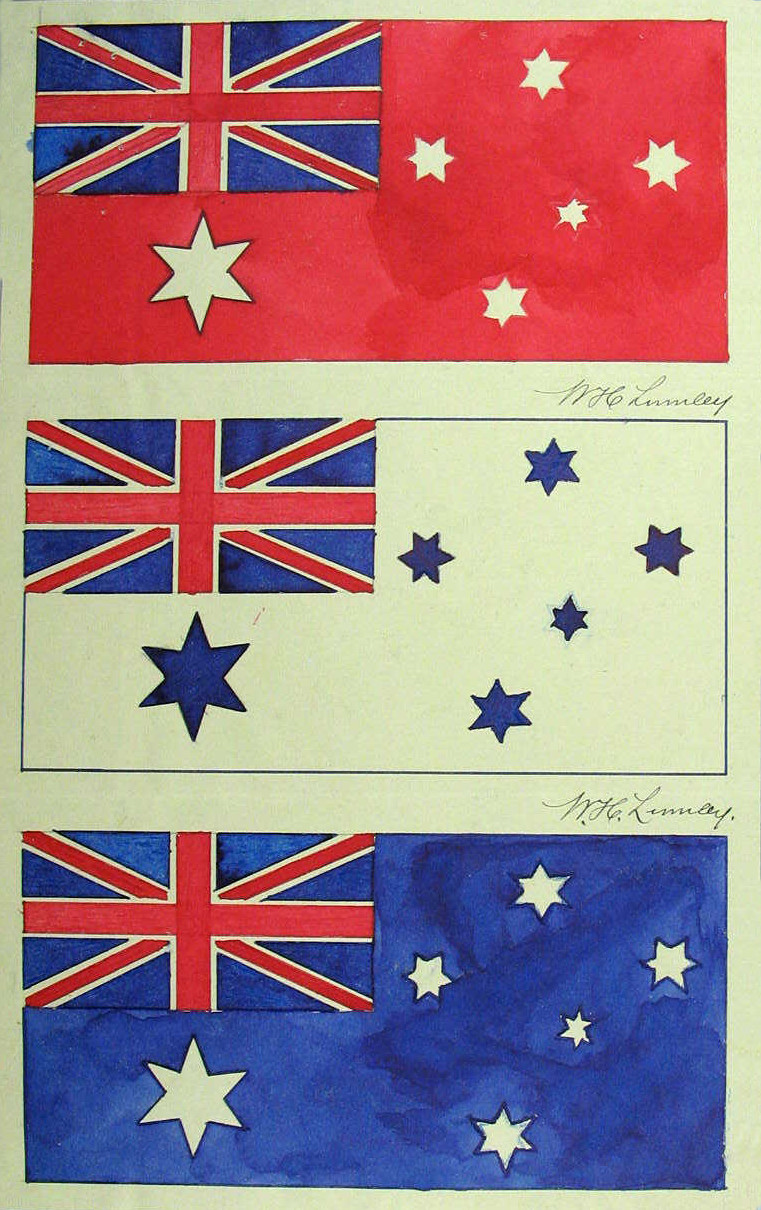
Złożony na konkurs w 1901 roku projekt Williama H. Lumleya, który jednak nie zyskał uznania sędziów

Kiedy w 1901 roku ogłoszono zwycięzcę konkursu na flagę federalną, zdania co do projektu były podzielone. Republikański wówczas periodyk The Bulletin określił go następującymi słowami: 

Pospolita i źle dopasowana – nieświeża próba adaptacji brytyjskiej flagi, bez walorów artystycznych, bez narodowego znaczenia… Umysły zmieniają się powoli i Australia wciąż jest małym chłopcem Brytanii. Cóż może być bardziej naturalnego niż to, że przyjmie on przerobione odzienie swojego ojca – nie mając dość siły, by się sprzeciwić i ledwie mgliście zdając sobie sprawę z własnej woli. Ta bękarcia flaga jest prawdziwym symbolem bękarciego stanu australijskiego społeczeństwa wciąż w znacznej mierze znajdującego się pod wpływem brytyjskich zwyczajów, brytyjskiej tradycji, wymagającego wciąż wielu lat samodzielnego istnienia, by wyznaczyć swoją własną drogę.

Początkowo część dowódców australijskiego wojska opierając się na królewskich wytycznych i uznając australijskie bandery jako flagi morskie, sprzeciwiała się ich stosowaniu na lądzie w miejsce flagi brytyjskiej. W czerwcu 1904 roku Izba Reprezentantów wydała rekomendację, zgodnie z którą „australijska flaga” jako urzędowo wybrana miała być używana także na lądzie. Wkrótce jednak decyzja ta została wstrzymana przez nowego premiera Chrisa Watsona do czasu wyłonienia „bardziej wyróżniającej flagi”. Jednocześnie zalecił on, by jak dotąd – zgodnie ze zwyczajem – na lądzie używano flagi Union Jack, a nie morskiej niebieskiej bandery. Podobne stanowisko w 1910 wyraził ówczesny premier Andrew Fisher, który oczekiwał przyjęcia czegoś „bardziej podkreślającego australijską jedność”. Wraz z upływem czasu niebieska bandera zyskiwała popularność wśród rządzących, którzy coraz częściej wywieszali ją w trakcie świąt narodowych i innych dni o szczególnym znaczeniu. W powszechnym użyciu bandera niebieska w połowie lat 20. zaczęła wypierać czerwoną, co nasiliło się szczególnie po roku 1941.

Propozycja Wayne’a Stokesa, zwycięzca konkursu Ausflag z 1988 roku

Kiedy w 1953 roku parlament przyjął Ustawę o flagach, premier Robert Menzies w swoim wystąpieniu stwierdził, że reguluje ona w znacznej mierze kwestie techniczne, sankcjonując jedynie flagi pozostające w codziennym użyciu. Sugerował również, że wciąż możliwe będzie wywieszanie flagi brytyjskiej. Niebieska bandera została wówczas uznana za flagę narodową (zastępując w tej roli Union Jack), zaś czerwona – banderą cywilną. Po zatwierdzeniu ustawy przez królową Elżbietę II w lutym 1954 roku australijska flaga po raz pierwszy została wywieszona w pozycji uprzywilejowanej w stosunku to flagi Wielkiej Brytanii. Niemniej już w 1956 roku Republikańska Liga Socjalistyczna zgłosiła swój projekt zmiany flagi, w którym duża siedmioramienna gwiazda zastąpiła w kantonie flagę brytyjską.
Kwestia zmiany flagi trafiła do szerszej debaty publicznej w latach 80. XX wieku, kiedy zwolenników zaczęła zyskiwać także wizja Australii jako republiki. Choć potomkowie brytyjskich protestantów, osoby starsze i weterani wojenni przejawiali wyraźny sentyment za Flagą Unii, to potomkowie irlandzkich katolików, młodsi Australijczycy i osoby przybywające z innych niż Wielka Brytania regionów świata coraz mniej utożsamiali się z niebieskim sztandarem. Zawiązane wówczas stowarzyszenie Ausflag przeprowadziło serię konkursów, przedstawiając zwycięskie projekty jako kandydatury do miana nowej flagi państwowej. 

Propozycja Francka Gentila, zwycięzca konkursu Ausflag z 2000 roku

Wraz z kolejnymi propozycjami wzorów rosło także poparcie Australijczyków dla zmiany flagi. Badania ośrodka Roy Morgan Research wykazały, że odsetek osób opowiadających się za odrzuceniem dotychczasowej flagi niemal podwoił się w ciągu 19 lat (zmiana z 27% w 1979 roku do 52% w roku 1998). W styczniu 1998 roku dziennik The Sydney Morning Herald przeprowadził sondaż, w którym obok australijskiej flagi przedstawiono 100 propozycji przygotowanych przez Ausflag. Co prawda bezapelacyjnym zwycięzcą sondażu okazała się dotychczasowa flaga, to jednak na alternatywne wzory w sumie zagłosowało bez mała 63% badanych. Zmiana opinii społeczeństwa spotkała się reakcją gabinetu federalnego pod przewodnictwem Johna Howarda, który w 1996 roku ustanowił Dzień Australijskiej Flagi Narodowej, a dwa lata później przyjął regulacje zaostrzające wymogi niezbędne do zmiany flagi. W tym samym czasie Ministerstwo Edukacji uruchomiło program Discovering Democracy („Odkrywanie demokracji”) w ramach którego do programów szkolnych włączono zajęcia poświęcone australijskiej fladze. W 2002 roku do placówek trafiły też kopie filmu pt. Our National Flag… Since 1901 („Nasza flaga narodowa… od 1901”) stworzonego przez ANFA.
Ponowny sondaż opinii publicznej przeprowadzony w 2010 roku wykazał, że poparcie dla zmiany flagi spadło do zaledwie 29%, a więc wyniku najniższego od przeszło 30 lat.

„Flaga sportowa” wg projektu Anthony’ego Gooleya zaproponowana przez Ausflag w 2013 roku

W 2013 roku Ausflag przedstawiło propozycję „flagi sportowej”, która mogłaby być używana przez kibiców, a docelowo także przez australijskie reprezentacje narodowe. Swoistą inspiracją do stworzenia tego wzoru były zawody wioślarskie podczas igrzysk olimpijskich w Londynie, kiedy na podium znalazły się osady brytyjska, australijska i nowozelandzka. Prezes stowarzyszenia i były parlamentarzysta Partii Narodowej Robert Webster opisał wówczas widok trzech flag na masztach podczas ceremonii medalowej jako „Wielką Brytanię, Małą Brytanię i Mniejszą Brytanię”. Wskazał również, że kiedy kibice owijają się australijskimi flagami, jedynym widocznym elementem pozostaje Union Jack, zaś na trybunach więcej jest nadmuchiwanych kangurów niż flag „Stars and Crosses”. Stąd wzięła się propozycja Ausflag, która mieści Krzyż Południa na granatowym tle, jednak zamiast kantonu z brytyjską flagą zawiera w części czołowej dwa pasy w narodowych barwach. W podobnym tonie co Webster, w 2000 roku wypowiedział się amerykański satyryk Jerry Seinfeld, który określił australijską flagę jako „Wielką Brytanię nocą”.

„Southern Horizon”, propozycja Bretta Moxeya, która zwyciężyła w ankiecie przeprowadzonymej przez Western Sydney University na przełomie 2015 i 2016 roku

Debata przybrała na sile w 2015 roku, kiedy gabinet Nowej Zelandii rozpisał referenda mające na celu rozstrzygnięcie bliźniaczej kwestii ewentualnej zmiany flagi. Parlamentarzysta Partii Pracy Tim Watts wyraził wówczas zdanie, że Australia potrzebuje symboli, które będą odzwierciedlały jej obecną pozycję i aspiracje, a nie tylko kolonialną przeszłość. Z kolei minister spraw zagranicznych Julie Bishop stwierdziła, że nie jest to kwestia, która zajmuje obecnie uwagę opinii publicznej w Australii. Podczas internetowej ankiety przeprowadzonej na przełomie 2015 i 2016 roku przez Western Sydney University 64% spośród 8140 osób opowiedziało się za zmianą flagi. Autorzy ankiety podsumowując jej wyniki, zwrócili uwagę, że ich zdaniem Australijczycy chcą zmiany, jednak niezbyt radykalnej – propozycja, która uzyskała najwięcej głosów („Southern Horizon”) była jedynie modyfikacją dotychczasowej niebieskiej bandery. Osoby popierające zmianę flagi w 95% opowiadały się także za zmianą formy rządów na republikę. Inny sondaż z tego okresu wykazał poparcie dla dotychczasowej flagi na poziomie 30% – w tym miejscu należy zaznaczyć, że kontrpropozycja (hipotetyczny „odpowiedni wzór”) uzyskała 41% głosów, zaś 29% osób nie umiało określić swoich preferencji w tej kwestii.